# أنا سام (فلم)
أنا سام (بالإنجليزية: I Am Sam) فيلم دراما أمريكي أنتج عام 2001، شارك في كتابته وإخراجه جيسي نيلسون بطولة شون بن كأب يعاني من إعاقة ذهنية وميشيل فايفركمحامية وداكوتا فانينغ بدور ابنته المشرقة والفضولية بجانب الممثلين مثل ديان ويست ولوريتا ديفين وريتشارد شيف ولورا ديرن في الأدوار الثانوية
تلقى الفيلم آراء سلبية من النقاد. حقق الفيلم أكثر من 97 مليون دولار في شباك التذاكر، وبلغت ميزانية إنتاج الفيلم 22 مليون دولار.ترشح شون بن لجائزة أوسكار لأفضل ممثل في حفل توزيع جوائز الأوسكار الرابع والسبعين في عام 2002. كان الفيلم أول دور مهم للممثلة الطفلة آنذاك داكوتا فانينغ، التي كانت في ذلك الوقت في السابعة من عمرها ولم تقم سوى بدورين صغيرين. أصبحت أصغر ممثلة يتم ترشيحها لجائزة نقابة ممثلي الشاشة.

## القصة
سام داوسون (شون بن) ، موظف في ستاربكس يعاني من إعاقة ذهنية، هو الأب الوحيد للوسي دياموند داوسون (داكوتا فانينغ) ، الذي سمي على اسم أغنية البيتلز «لوسي إن ذا سكاي مع دايموندز» وتخلت عنها والدتها عند ولادتها، ووالدتها امرأة مشردة بلا مأوى التقى. سام سهل التأقلم ولديه مجموعة داعمة من الأصدقاء من ذوي الاحتياجات الخاصة، بالإضافة إلى جارته آني (ديان ويست) التي تطل عليه من الأماكن المكشوفة، التي تعتني بأبنة سام عندما لا يستطيع سام ذلك. على الرغم من أن سام يوفر مكانًا مريحاً ومحبًا للوسي الطفلة، إلا أنها سرعان ما تجاوزت قدرته العقلية.
و يتنمر عليها الأطفال الآخرون لأن والدها معاق ذهنيًا، وتصبح محرجة جدًا من قبول أنها أكثر تقدمًا منه.سرعان ما تبدأ المشاكل ويتعرض لخطر فقدان حضانة ابنته، يتلقى سام المشورة من أصدقائه، كما يقوم بتعيين محامية، ريتا هاريسون (ميشيل فايفر) ، التي أظهر استيعابها في عملها وإهمال ابنها أنها معاقة على الأقل مثل سام، على الرغم من أنها في حالة الظاهرة جيدة ومقبولة اجتماعياً. وفي محاولة لإثبات أنها تقوم بأعمال خيرية، توافق ريتا على تولي قضية سام مجاناً. أثناء عملهم لتأمين حقوق سام، يساعد سام المحامية ريتا في رؤية حياتها من جديد. ويشمل ذلك تشجيعها على ترك زوجها المخادع وإصلاح علاقتها المضطربة مع ابنها.
في المحكمة ينهار سام بالبكاء ويفشل بأخذ حضانة أبنته وبعد ذلك تذهب لوسي في دار رعاية مع راندي كاربنتر (لورا ديرن) وتبدأ بالهرب باستمرار في منتصف الليل للذهاب إلى شقة والدها الذي يقيم بالقرب من دارالذي تسكن فيه مع راندي، ويقوم سام بإعادتها في كل مرة، حينها قررت راندي بتخليها عن التبني كما خططت هي وزوجها واعادوا لوسي إلى سام. تؤكد له راندي أنها ستخبر القاضي (كين جينكينز) أن سام هو الوالد الأفضل للوسي. ويطلب سام من راندي عما إذا كانت ستساعده في تربية لوسي، لأنه يشعر أنها بحاجة إلى شخصية أم.
و المشهد الأخير يصور مباراة كرة قدم يشارك فيها سام كحكم ولوسي كلاعب. من بين الحضور عائلة لوسي الحاضنة السابقة، ومجموعة صداقة سام، وريتا العزباء حديثًا مع ابنها.

## وصلات خارجية
- مقالات تستعمل روابط فنية بلا صلة مع ويكي بيانات

1. ↑  "معلومات عن أنا سام (فيلم) على موقع catalog.afi.com". catalog.afi.com. مؤرشف من الأصل في 2021-06-12.
2. ↑  "معلومات عن أنا سام (فيلم) على موقع filmweb.pl". filmweb.pl. مؤرشف من الأصل في 2006-05-29.
3. ↑  "معلومات عن أنا سام (فيلم) على موقع letterboxd.com". letterboxd.com. مؤرشف من الأصل في 2021-03-25.
4. ↑  "I Am Sam". Metacritic. مؤرشف من الأصل في 2021-07-01. اطلع عليه بتاريخ 2020-01-31.